# Johann von Arsuf
Johann von Ibelin (* um 1211; † Dezember 1258) war Herr von Arsuf und zeitweise Bailli und Konstabler des Königreichs Jerusalem. Er war Angehöriger der Adelsfamilie Ibelin.
Er war der Sohn von Johann von Ibelin, Herr von Beirut, und dessen zweiter Frau Melisende von Arsuf. Nach dem Tod des Vaters erhielt sein älterer Bruder Balian die väterlichen Herrschaften Beirut und Sidon, Johann erhielt die mütterliche Herrschaft Arsuf.
1236 heiratete er Alice von Haifa, Tochter des Rohard II. von Haifa. Mit ihr hatte er zwei Söhne, Guido und Balian.
Johann nahm am Kreuzzug von 1239 bis 1241 teil. Auf Vermittlung von Richard von Cornwall versuchte er, den Bürgerkrieg gegen den nominalen Regenten des Königreichs Jerusalem, Kaiser Friedrich II., bzw. dessen in Tyrus residierenden Statthalter Richard Filangieri, beizulegen. Der Krieg eskalierte aber bald wieder und endete 1243 mit der Eroberung von Tyrus durch die Barone.
1241 verstärkte er die Befestigungsanlagen von Arsuf.
1246–1248, 1249–1254 und 1256–1258 war er Bailli von Jerusalem. Johann war wie sein Vater juristisch gebildet und führte einige Reformen des Rechtsapparates des Königreichs ein.
Anfang 1250, während des Sechsten Kreuzzugs, als die Muslime zur Verteidigung Ägyptens Truppen aus Palästina abgezogen hatten, nutzte Johann die Gelegenheit und überfiel Bet Sche’an. Er verwüstete das nahegelegene Heerlager der Muslime, erbeutete 16.000 Herdentiere und nahm einen Emir gefangen.
Von 1251 bis zu seinem Tod war er Konstabler von Jerusalem.
1258 vermittelte er einen Vertrag zwischen den Ritterorden der Templer, Johanniter und Deutschritter, welcher die gegenseitigen Beziehungen regelte und Streitigkeiten beilegte.
Nach seinem Tod wurde sein Sohn Balian von Ibelin sein Nachfolger als Herr von Arsuf.